# Eupograpta
Genre
Eupograpta est un genre d'araignées aranéomorphes de la famille des Miturgidae.

## Distribution
Les espèces de ce genre sont endémiques d'Australie.

## Liste des espèces
Selon World Spider Catalog (version 17.5, 20/09/2016) :
- Eupograpta anhat Raven, 2009
- Eupograpta kottae Raven, 2009

## Publication originale
- Raven, 2009: Revisions of Australian ground-hunting spiders: IV. The spider subfamily Diaprograptinae subfam. nov. (Araneomorphae: Miturgidae). Zootaxa, no 2035, p. 1-40.